# بيغي آدم
بيغي آدم (بالفرنسية: Peggy Adam)‏ هي فنانة قصص مصورة فرنسية، ولدت في أكتوبر 1974.